# Anders Hartington Andersen
Anders Jakob Hartington Andersen (1. februar 1907, Vetterslev – 10. januar 1996, Himmelev) var en dansk atlet.
Hartington Andersen begyndte at løbe for AIK Roskilde omkring 1925. Han emigrerede 1930 til Canada og løb for den canadiske klub Altoma Calgary da han ved OL 1932 blev nummer ti i det olympiske maratonløb i Los Angeles med tiden 2,44,38. Han flyttede tilbage til Danmark 1934 og satte i 1935, som medlem af Hellas Roskilde, dansk rekord på 20km og vandt danske mesterskaber på samme distance 1934-1938 og på maraton 1934, 1935 og 1939. Han deltog i sit andet OL, da blev han nummer 30 i marathonløbet ved OL 1936 i Berlin med tiden 2,56,31.

## Danske mesterskaber
- Guld 1939 Maraton 2:50:35
- Guld 1938 20km
- Guld 1937 20km
- Guld 1936 Maraton 2:36.19
- Guld 1936 20km
- Guld 1935 20km
- Sølv 1935 10.000 meter 32:15.6
- Guld 1934 20km
- Guld 1934 Maraton 2:50.03
- Sølv 1928 10.000 meter 33:17.5
- Sølv 1927 10.000 meter 33:28.0